# Christian Lugar
Christian Lugar (* 18. März 1969 in Innsbruck) ist ein ehemaliger österreichischer Judoka.

## Biografie
Er verpflichtete sich nach der Lehre zum Gas-, Wasser-, Heizungsinstallateur beim Heeresleistungssportzentrum und war jahrelang Mitglied der österreichischen Nationalmannschaft und wurde bei der Militärweltmeisterschaft 1990 Dritter. Beim Weltcupturnier in Basel belegte er in den Jahren 1991 und 1993 jeweils den 2. Rang. Nach seiner sportlichen Karriere gründete er 1996 das Unternehmen Lugar Christian Installationen. 2009 gründete er das Unternehmen Black Bear GmbH.

## Familie
Seine Eltern heißen Günter und Franziska, die Geschwister Daniela bzw. Robert und seine Kinder Noel, Liz und Fee.